# Iresinen
Die Iresinen (Iresine) sind eine Pflanzengattung in der Familie der Fuchsschwanzgewächse (Amaranthaceae).

## Beschreibung

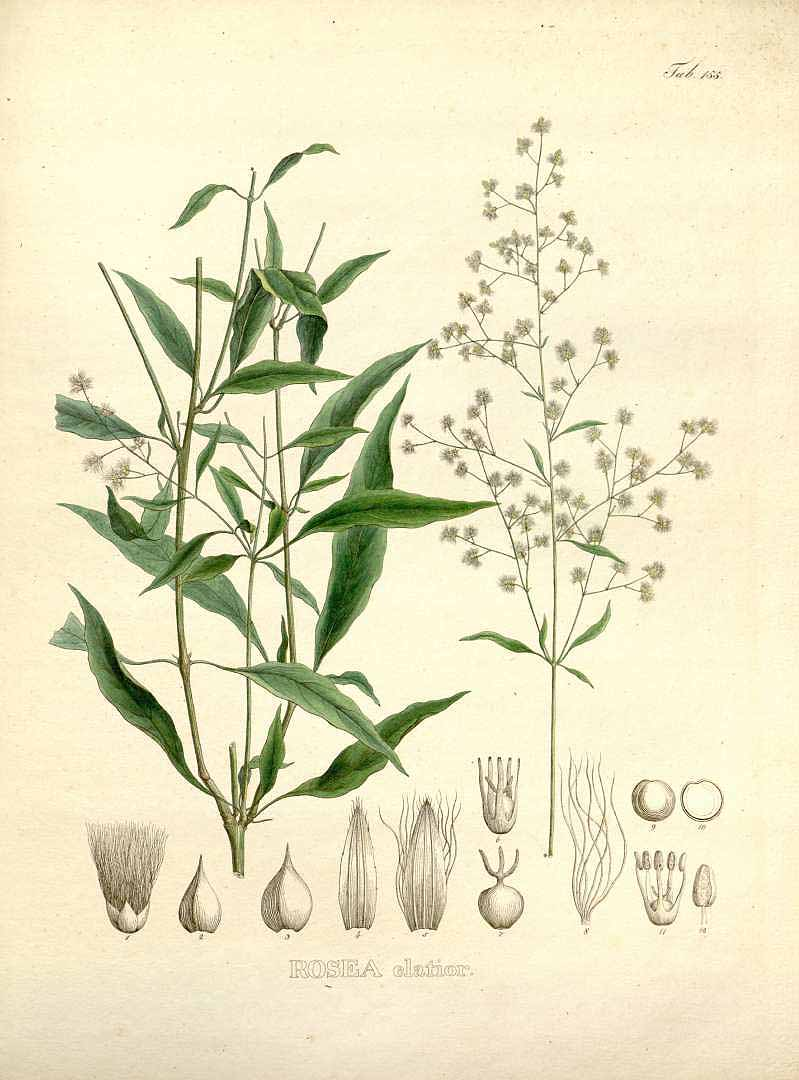
Illustration von Iresine angustifolia

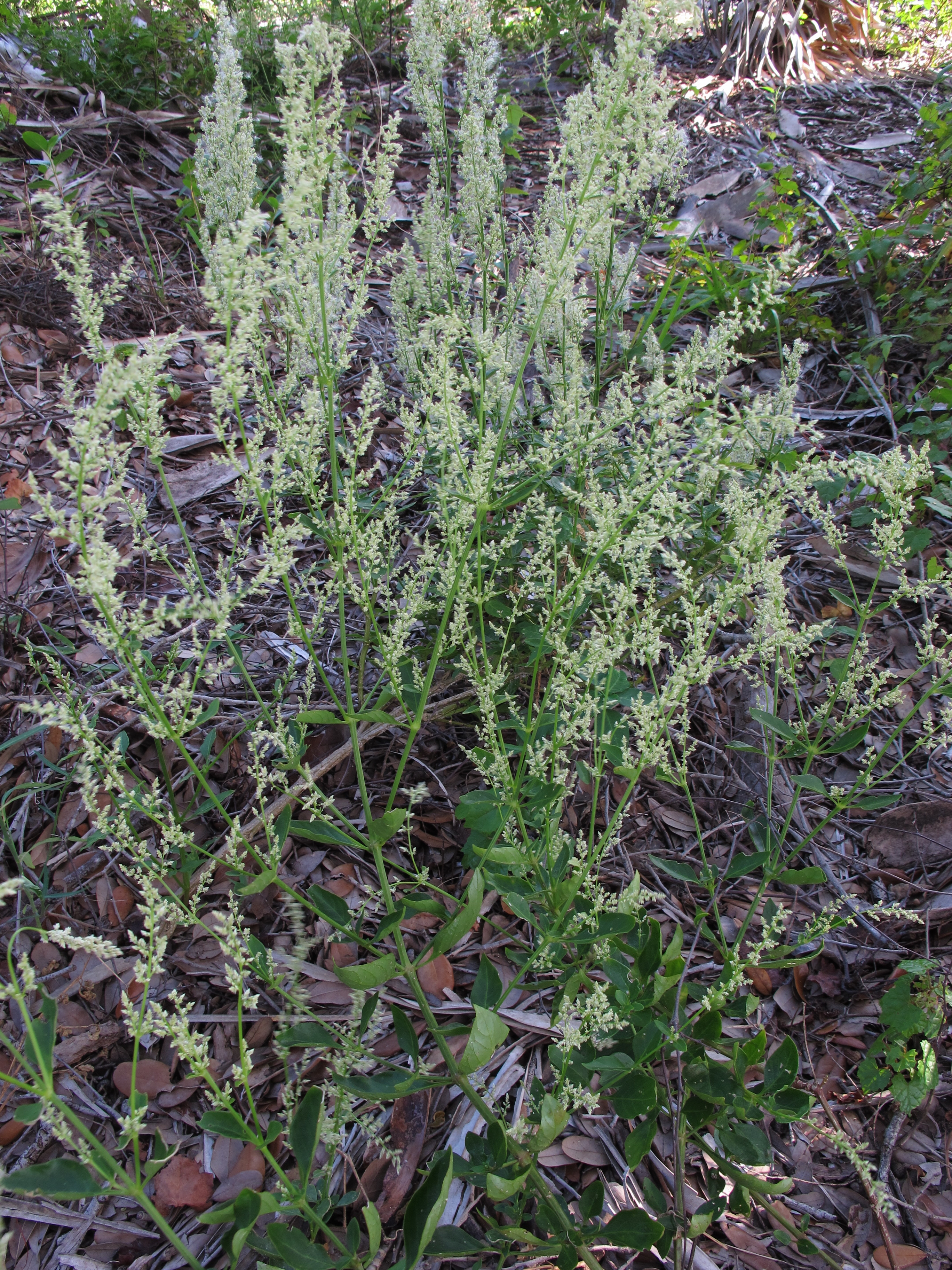
Iresine diffusa

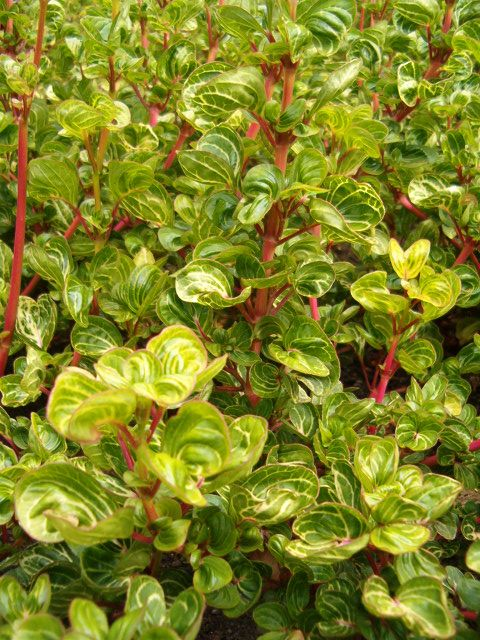
‘Biemuelleri’ ist eine der vielen Sorten von Iresine herbstii

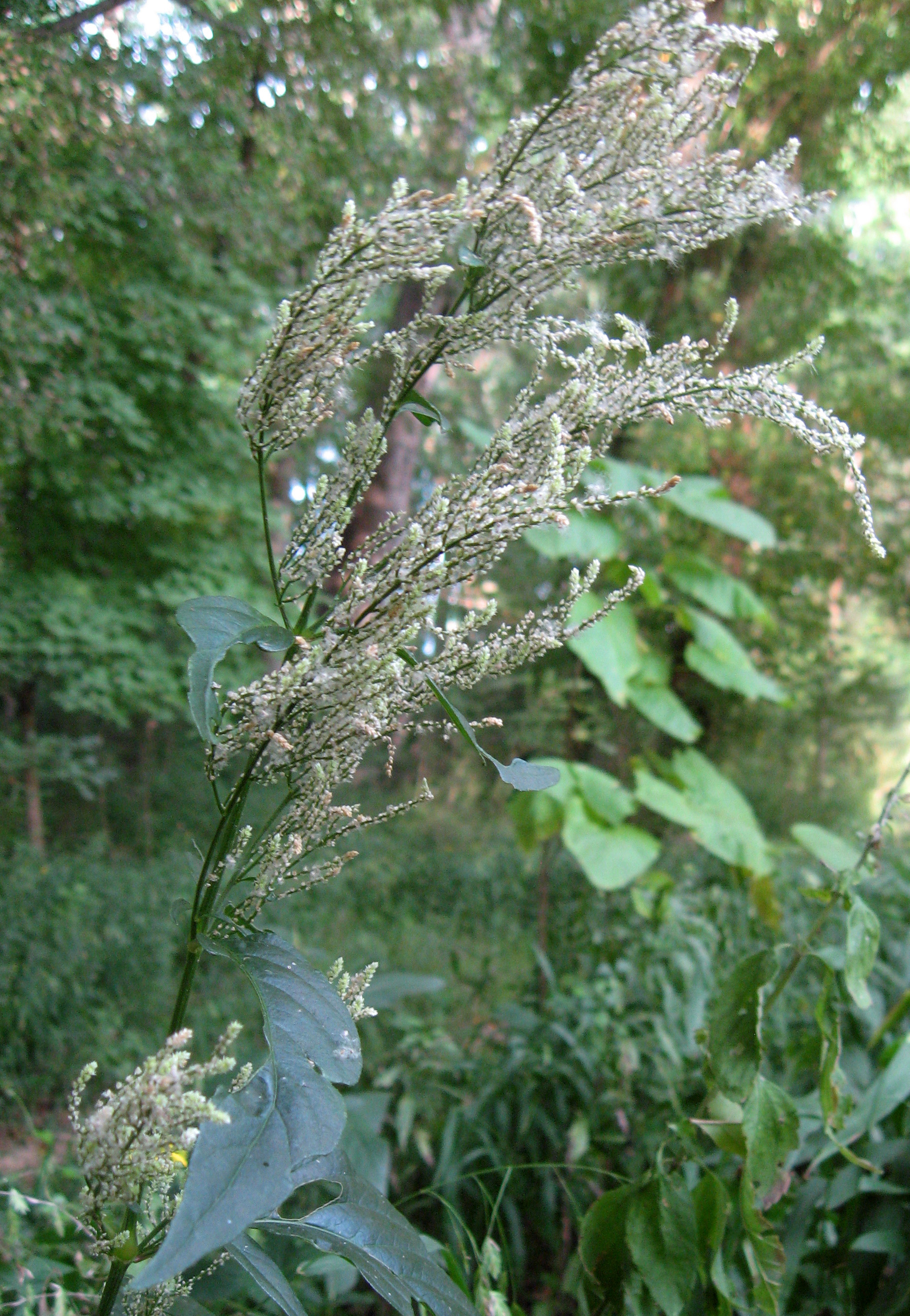
Iresine rhizomatosa

### Vegetative Merkmale
Iresine-Arten wachsen als einjährige bis meist ausdauernde krautige Pflanzen, seltener als kletternde oder selbstständig aufrechte Halbsträucher oder Sträucher. Die oberirdischen Pflanzenteile sind kahl oder behaart.
Die wechselständigen oder gegenständigen Laubblätter sind in Blattstiel und Blattspreite gegliedert. Die Blattspreiten sind einfach. Der Blattrand ist glatt bis gesägt.

### Generative Merkmale
In endständigen, zusammengesetzten, offenen, rispigen Gesamtblütenstände, die aus ährigen Teilblütenständen zusammengesetzt sind und in seitenständigen, ährigen Blütenständen stehen viele Blüten zusammen. Die häutigen Trag- und Deckblätter glänzen oft.
Die sehr kleinen Blüten sind zwittrig oder eingeschlechtig. Die Pflanzen sind aber meist zweihäusig getrenntgeschlechtig (diözisch). Es sind nur fünf häutige Blütenhüllblätter vorhanden, die frei oder an ihre Basis verwachsen sind. In den zwittrigen und männlichen Blüten sind meist fünf fertile Staubblätter vorhanden. Die Staubfäden sind an ihrer Basis verwachsen. In den weiblichen Blüten sind die Staubblätter reduziert und sehr klein oder fehlen. Der abgeflachte Fruchtknoten enthält nur eine hängende Samenanlage. Es ist höchstens ein kurzer (etwa 0,2 Millimeter) Griffel vorhanden. Es sind zwei, selten drei Narben vorhanden.
Die Früchte sind kugelig bis abgeflacht und enthalten nur einen Samen. Die dunkel-roten bis rötlich-braunen, glänzenden Samen sind linsen- bis nierenförmig.
Die Chromosomengrundzahl beträgt x = 15.

## Nutzung
Iresine-Arten und ihre Sorten werden als Zierpflanzen in Parks und Gärten oder zur Gestaltung von Teppichbeeten verwendet, selten auch in Balkonkästen oder als Zimmerpflanze.
Es gibt einige Arten, die wegen ihrer Wirkung auf den menschlichen Körper bekannt sind und teilweise als Ergänzung für die Herstellung der Ayahuasca-Produkte eingesetzt werden.

## Systematik und Verbreitung
Die Gattung Iresine wurde 1756 durch Patrick Browne, in The Civil and Natural History of Jamaica, S. 358 aufgestellt. Ein Synonym für Iresine P.Browne ist Dicraurus Hook. f.
Das Verbreitungsgebiet der Gattung Iresine umfasst das tropische Asien, das westliche Afrika, im tropischen bis subtropischen Nord- und Südamerika und Pazifische Inseln (einschließlich der Galápagos-Inseln).
Es gibt etwa 70 Iresine-Arten (Auswahl):
- Iresine diffusa Humboldt & Bonpland ex Willd.: Sie ist von den südlichen Vereinigten Staaten und Mexiko bis ins südliche Südamerika verbreitet.[2]
- Iresine herbstii Hook. ex Lindl.: Die genaue Heimat ist unbekannt, vermutlich die Neotropis.[2] Sie wird auch als Form Iresine diffusa f. herbstii (Hook.) Pedersen zu Iresine diffusa gestellt.[3]
- Iresine heterophylla Standley: Sie kommt in Arizona, New Mexico, Texas und in Mexiko vor.[3]
- Iresine leptoclada (Bentham & Hooker f.) Henrickson & S.D.Sundberg: Sie kommt vom westlichen Texas bis zum nordöstlichen Mexiko vor.[3]
- Iresine palmeri (S.Watson) Standley: Sie kommt vom südlichen Texas bis zum östlichen Mexiko vor.[3]
- Iresine rhizomatosa Standley: Sie kommt von den zentralen und südlichen Vereinigten Staaten bis ins tropische Südamerika vor.[2][3]

Nicht mehr zu dieser Gattung Iresine gehört:
- Iresine glomerata A.Spreng. → Pfaffia glomerata (A.Spreng.) Pedersen[3]
- Iresine javanica Burm. f. und Iresine persica Burm. f. → Aerva javanica (Burm. f.) Juss. ex Schult.[3]